# José Caicedo
José Luis Caicedo Barrera (ur. 23 maja 2002 w Palmirze) – kolumbijski piłkarz występujący na pozycji defensywnego pomocnika lub środkowego obrońcy, od 2022 roku zawodnik meksykańskiego Pumas UNAM.